# Ramón Olave Acuña
Ramón Olave Acuña (Valparaíso, 24 de septiembre de 1884 - Santiago, 21 de abril de 1960) fue un agrónomo y político liberal chileno. Hijo de Ramón Olave Chávez y Magdalena Acuña Velásquez. Contrajo matrimonio con Ana Vilugrón Osorio.

## Actividades profesionales
Educado en el Liceo de Temuco y el de Concepción (Chile)|Concepción. Ingresó al Instituto Agronómico de Chile y se tituló de ingeniero agrónomo (1908).
Se desempeñó como agricultor ganadero explotando su fondo en Cautín y Jefe de sección y profesor de la Escuela Agrícola de Concepción (1908).
Agrónomo y administrador de la Quinta Agrícola de Temuco y administrador de las Reservas Forestales de Villarrica. Delegado Agrónomo Regional de la VII Zona (La Frontera), fue impulsor y secretario fundador de la Sociedad Cooperativa y de Fomento Agrícola de Temuco. 
Director de la Caja de Crédito Agrario (1939-1940). Inspector general de las escuelas agrícolas del país.

## Actividades políticas
Militante del Partido Radical de Chile|Partido Radical y miembro de la Junta Central Radical.
Elegido Diputado por la 21.ª agrupación departamental de Temuco, Imperial y Villarrica (1933-1937), integrando la comisión permanente de Agricultura y Colonización.
Reelecto Diputado, por la misma 21.ª agrupación departamental (1941-1945), integró la misma comisión anterior.

## Otras actividades
Miembro de la Sociedad Agronómica de Chile y Director general de los Boy Scouts de Chile.